# TEILOR
TEILOR este un brand românesc de bijuterii de lux, înființat în 1998 de Florin și Geanina Enache. Primul magazin a fost deschis în Pitești, pe strada Teilor, cea care a inspirat și numele brandului.
În prezent, TEILOR deține peste 60 de magazine în cinci țări europene: România, Bulgaria, Polonia, Ungaria și Cehia. În magazinele brandului, precum și pe platformele online, se regăsesc bijuterii din aur și platină, precum și bijuterii cu diamante sau pietre prețioase.

## Istoric

### 1998
Primul magazin TEILOR a reunit diferite bijuterii din aur precum cercei, inele, coliere sau brățări. Ulterior, portofoliul brandului s-a diversificat și, începând cu anul 2002, TEILOR a introdus și colecțiile de verighete.

### 2010
Expansiunea teritorială a brandului a început în 2010, odată cu deschiderea primului magazin stradal, în Sibiu. 

### 2013
TEILOR a deschis primul magazin în București, în centrul comercial Băneasa Shopping City.

### 2015
Odată cu lansarea colecției Pure Diamonds, Catrinel Menghia devine ambasador TEILOR.

### 2019
Rețeaua de magazine TEILOR ajunge la 50 de magazine în toată țara. 
La sfârșitul anului 2019, brandul deschide primele magazine în afara țării: în Bulgaria (Sofia) și Polonia (Varșovia).

### 2021
TEILOR Holding debutează la Bursa de Valori București cu obligațiuni de 45 milioane lei. 
La finalul anului, brandul vinde cel mai scump inel de logodnă din colecția Fancy Cuts, în valoare de 150.000 euro. 

### 2022
TEILOR continuă expansiunea internațională în Europa Centrală și de Est cu deschiderea primului magazin în Cehia  și a încă două magazine în Polonia și Ungaria. 
Până la finalul anului, rețeaua ajunge la 65 de magazine în România și international.

## Produse
TEILOR reunește în portofoliu inele de logodnă cu diamante de diferite carataje și forme, verighete, bijuterii din aur și bijuterii cu diamante și pietre prețioase. 
Totodată, brandul are în portofoliu bijuterii cu diamante gradate de Gemological Institute of America⁠(d) și De Beers Institute of Diamonds, lideri în industria pietrelor prețioase. Fiecare bijuterie este însoțită de un certificat care atestă informațiile despre cei 4C (tăietură, culoare, carataj și claritate).

## Colecții
Colecțiile includ high jewellery, dar și piese din aur de 14K sau 18K.
Printre colecțiile brandului se numără:
- Pure Diamonds[14][15] - bijuterii cu diamante;
- The Exceptional[16] – bijuterii cu pietre prețioase și diamante;
- Colour your nature[17] – bijuterii cu pietre prețioase colorate,
- Urbanima – bijuterii din aur.
- Fancy Cuts - bijuterii cu tăieturi diferite ale diamantului: Square, Princess, Emerald, Cushion și Radiant.[11]
- Brave New Men[18][19] - bijuterii din aur și titan, în care sunt încrustate diamante negre sau transparente.